# Гаплогруппа R0a (мтДНК)
Гаплогруппа R0a — гаплогруппа митохондриальной ДНК человека.

## Субклады
- R0a1
  - R0a1a
  - R0a1b
  - R0a1c
- R0a2'3
  - R0a2
  - R0a3
- R0a4

## Распространение

### Азия[1]
Передняя Азия
Иран
- луры (17) — 11,8 %

Турция
- турки (50) – 4,0 %

Центральная Азия
Туркменистан
- туркмены (41) – 4,9 %

Южная Азия
Пакистан
- калаши (44) — 22,7 %
- пуштуны (44) – 6,8 %
- пакистанцы (100) – 2,0 %

### Кавказ
- CC (грузины, балкарцы, чеченцы) (58) – 3,4 %[1]

Индоевропейские народы
- армяне (37) – 5,4 %[2]

## Палеогенетика

### Неолит
Тунис
- R0a2 определили у образца I22852 (Hergla, 5985—5754 BP) из Туниса — М — (Y-ДНК: T1a1a)[3]

Докерамический неолит B
- I1707 | AG83_5 — Айн-Гхасал — Амман (мухафаза), Иордания — 7722-7541 calBCE (8590±50 BP, Poz-81097) — М — T-M70 # R0a[4]

### Халколит
Левант
- I1183 | CHPKL109M-035 — Peqi’in Cave — Пкиин, Северный округ (Израиль) — 4500–3500 BCE — Ж — R0a.[5]

### Бронзовый век
Древний Египет
- У образца Berlin AM7179 из берлинской канопы была определена митохондриальная гаплогруппа R0a1 (70% качества, 0,01 предполагаемого загрязнения)[6]

Культура колоколовидных кубков
- I4933 | P2-7-US5 — Pergole 2 — Партанна, Трапани, Сицилия, Италия — 2500–1900 BCE — R0a.[7]

### Железный век
Nordic Iron Age
- B2 — Bøgebjerggård — Вордингборг (коммуна), Зеландия (регион), Дания — 1–400 AD — М (30-40) — R0a > R0a1a.[8]

### Средние века
Королевство Польское
- C13 | 67 — Цедыня ― Грыфинский повет, Западно-Поморское воеводство, Польша — 1000–1400 AD — R0a.[9]

## Публикации
2004
- Quintana-Murci L; Chaix R; Wells RS; et al. (Май 2004). Where West Meets East: The Complex mtDNA Landscape of the Southwest and Central Asian Corridor. American Journal of Human Genetics. 74 (5): 827–845. doi:10.1086/383236. PMC 1181978. PMID 15077202.

2010
- Литвинов С. С. Изучение генетической структуры народов Западного Кавказа по данным о полиморфизме Y-хромосомы, митохондриальной ДНК и Alu-инсерций. — Уфа, 2010. — 23 с.
- Melchior L; Lynnerup N; Siegismund HR; Kivisild T; Dissing J. (Июль 2010). Genetic Diversity among Ancient Nordic Populations. PLOS One. 5 (7): e11898. doi:10.1371/journal.pone.0011898. PMC 2912848. PMID 20689597.{{cite journal}}:  Википедия:Обслуживание CS1 (не помеченный открытым DOI) (ссылка)

2011
- Cerný V, Mulligan CJ, Fernandes V, et al. (Январь 2011). Internal Diversification of Mitochondrial Haplogroup R0a Reveals Post-Last Glacial Maximum Demographic Expansions in South Arabia. Molecular Biology and Evolution. 28 (1): 71–78. doi:10.1093/molbev/msq178. PMID 20643865.

2014
- Juras A; Dabert M; Kushniarevich A; Malmström H; Raghavan M; Kosicki JZ; Metspalu E; Willerslev E; Piontek J. (Октябрь 2014). Ancient DNA Reveals Matrilineal Continuity in Present-Day Poland over the Last Two Millennia. PLOS One. 9 (10): e110839. doi:10.1371/journal.pone.0110839. PMC 4206425. PMID 25337992.{{cite journal}}:  Википедия:Обслуживание CS1 (не помеченный открытым DOI) (ссылка)

2016
- Gandini F; Achilli A; Pala M; et al. (Май 2016). Mapping human dispersals into the Horn of Africa from Arabian Ice Age refugia using mitogenomes. Scientific Reports. 6. doi:10.1038/srep25472. PMC 4857117. PMID 27146119.
- Lazaridis I; Nadel D; Rollefson G; et al. (Август 2016). Genomic insights into the origin of farming in the ancient Near East. Nature. 536 (7617): 419–424. doi:10.1038/nature19310. PMC 5003663. PMID 27459054.

2018
- Olalde I, Brace S, Allentoft ME, et al. (Март 2018). The Beaker phenomenon and the genomic transformation of northwest Europe. Nature. 555 (7695): 190–196. doi:10.1038/nature25738. PMC 5973796. PMID 29466337.
- Harney É; May H; Shalem D; et al. (Август 2018). Ancient DNA from Chalcolithic Israel reveals the role of population mixture in cultural transformation. Nature Communications. 9 (1). doi:10.1038/s41467-018-05649-9. PMC 6102297. PMID 30127404.